# I quaderni del pianto
I quaderni del pianto è un romanzo della scrittrice cilena Marcela Serrano.
Racconta di una giovane madre di bassa condizione sociale alla ricerca della figlia che le è stata sottratta poco dopo il parto in ospedale.

## Trama
Una giovane donna recatasi a partorire nell'ospedale cittadino viene informata, immediatamente dopo la nascita della figlia, che è necessario compiere accertamenti medici sulla bambina; poi le viene comunicato che la neonata è deceduta e il corpicino è già stato cremato.
La donna non crede al decesso, è convinta che la figlia sia stata venduta a genitori adottandi o addirittura utilizzata per il prelievo degli organi a scopo di trapianto. Di nascosto dal marito si reca ogni giorno in corriera in città e si aggira nei dintorni dell'ospedale, cercando di fare amicizia con le infermiere e le puerpere alla ricerca di tracce.
Un giorno nella sede di un'organizzazione umanitaria conosce un avvocato, Olivia, che lavora per i diritti civili. Riesce a convincerla di essere vittima di un'ingiustizia. Contattate altre donne che hanno visto scomparire i figli neonati nello stesso ospedale, intentano una causa legale. Trovano ospitalità sulla stampa e fanno scoppiare uno scandalo, malgrado l'ostilità della polizia. La vicenda si amplia e estende a altri ospedali, l'opinione pubblica è dalla loro parte.
Un giorno la protagonista, diventata presidentessa dell'associazione delle madri, partecipa a un convegno e vede una bambina che somiglia come una goccia d'acqua a sé stessa a quell'età. Riconosce la figlia scomparsa e cerca di allontanarsi con lei, ma viene fermata dagli uomini di servizio. La bambina è figlia del Ministro dell'Interno. Segue un processo, riesce a sottrarsi al carcere solo accettando l'internamento per alcuni mesi in ospedale psichiatrico.
Una delle guardie carcerarie è una sua amica personale, che fa in modo di alleviare la sua prigionia nominandola responsabile della biblioteca del nosocomio. Una sera le confessa che nell'ospedale è tenuto prigioniero illegalmente un guerrigliero ferito e catturato dalla polizia; l'uomo apparteneva a un commando che ha rapito la figlia del Ministro dell'Interno.
La protagonista incontra l'uomo, che si rivela essere il suo primo amore di ragazzina; il commando ha scelto come obiettivo la bambina perché lui ha visto sui mass media la storia della sua ex innamorata e della figlia scomparsa. Si tratta di una sorta di regalo che coincide con gli obiettivi del gruppo rivoluzionario.
La protagonista ottiene da lui l'indirizzo dov'è custodita la figlia, riesce a portarla via e si rifugia con lei in campagna, nascondendosi dalle ricerche della polizia e dalle vendette dei rivoluzionari.

## Il titolo
La llorona (“la piagnucolona”) del titolo originale, più volte richiamata dalla protagonista in riferimento a se stessa, è una leggenda del folclore sudamericano, che parla dell'anima in pena di una donna in lacrime per aver assassinato (o perduto) i figli.
In Europa è conosciuta tramite l'omonima canzone tradizionale messicana, originaria dello stato di Oaxaca, meno famosa de La cucaracha. Contiene una gran quantità di strofe a 4 versi a seconda delle differenti versioni, che possono essere cantati tutti oppure solo in parte.
La llorona è stata incisa da moltissimi artisti latinoamericani, tra i quali la più conosciuta è forse Joan Baez.

## Edizioni
- Marcela Serrano, I quaderni del pianto, traduzione di Michela Finassi Parolo, Feltrinelli,  p. 128, ISBN 978-88-07-72120-5.